# هاينز هيس
هاينز هيس (بالألمانية: Heinz Heß)‏ هو مهندس معماري ألماني، ولد في 2 يونيو 1922، وتوفي في 5 مارس 1992.